# Atrichum abbreviatum
Atrichum abbreviatum là một loài rêu trong họ Polytrichaceae. Loài này được (Bruch & Schimp.) Navashin mô tả khoa học đầu tiên năm 1894.